# يوديد الزنك
 يوديد الزنك مركب كيميائي له الصيغة ZnI2 ، ويكون على شكل مسحوق بلوري أبيض.

## الخواص
- لمركب يوديد الزنك انحلالية كبيرة في الماء، 4.5 كغ/ل عند الدرجة 20°س. كما أن بلوراته تتسيل بالتماس مع الهواء.
- في المحاليل المائية ليوديد الزنك يمكن أن توجد الأنواع الكيميائية التالية:[2]

على شكل ثماني وجوه:
Zn(H2O)62+، [ZnI(H2O)5]+
على شكل رباعي وجوه:
ZnI2(H2O)2 ، ZnI3(H2O)− ، ZnI42−

## التحضير
يحضر مركب يوديد الزنك من التفاعل المباشر لكل من فلزي اليود والزنك في وسط من الإيثر المرتد  ،أو من تفاعل الزنك مع اليود في وسط مائي 
Zn + I2 → ZnI2

## الاستخدامات
- يستخدم يوديد الزنك في علم الأشعة الصناعي من أجل تحسين التباين اللوني بين الجزء المتضرر وباقي الشيء السليم المفحوص.[5][6]
- يستعمل مع ثلاثي أكسيد الأوسميوم كلطخة stain  في المجهر الإلكتروني.[7]